# Glottiphyllum
Glottiphyllum Haw., 1821 è un genere di piante succulente appartenente alla famiglia delle Aizoacee, endemico del Sudafrica.
Queste piante derivano il loro nome dal greco γλωττίς glottis (lingua) e φύλλον phyllon (foglia) in riferimento alle loro lunghe foglie carnose.

## Descrizione
Si sviluppano a cespuglio e le loro foglie, di forma oblunga e cilindrica, sono acauli (prive di gambo); i vistosi fiori sono grandi, di colore giallo e con corti picciuoli.

## Tassonomia
Il genere comprende le seguenti specie:
- Glottiphyllum carnosum N.E.Br.
- Glottiphyllum cruciatum (Haw.) N.E.Br.
- Glottiphyllum depressum (Haw.) N.E.Br.
- Glottiphyllum difforme (L.) N.E.Br.
- Glottiphyllum fergusoniae L.Bolus
- Glottiphyllum grandiflorum (Haw.) N.E.Br.
- Glottiphyllum linguiforme (L.) N.E.Br.
- Glottiphyllum longum (Haw.) N.E.Br.
- Glottiphyllum neilii N.E.Br.
- Glottiphyllum nelii Schwantes
- Glottiphyllum oligocarpum L.Bolus
- Glottiphyllum peersii L.Bolus
- Glottiphyllum regium N.E.Br.
- Glottiphyllum salmii (Haw.) N.E.Br.
- Glottiphyllum suave N.E.Br.
- Glottiphyllum surrectum (Haw.) L.Bolus

## Coltivazione
Il terriccio necessario per la coltivazione dovrà essere molto poroso, composto da terra fibrosa con aggiunta di sabbia e pietrisco grossolano in modo da favorire al massimo il drenaggio che salvaguarderà la pianta dal marciume al quale è facilmente soggetta.
La posizione richiesta è di massima luminosità e di pieno sole. Le annaffiature, nel periodo estivo, dovranno essere effettuate solo quando la terra si presenterà ben asciutta.

Nel periodo invernale le piante andranno conservate ad una temperatura non inferiore ai 4-7 °C mentre le annaffiature dovranno essere sospese del tutto.
La moltiplicazione può avvenire:
- per divisione dei cespi o per talea
- per seme, depositando i semi in un letto di terra e sabbia umide e mantenuti ad una temperatura di circa 21 °C sino a quando avranno raggiunto uno sviluppo sufficiente per essere invasati.